# Tengelyferdeség

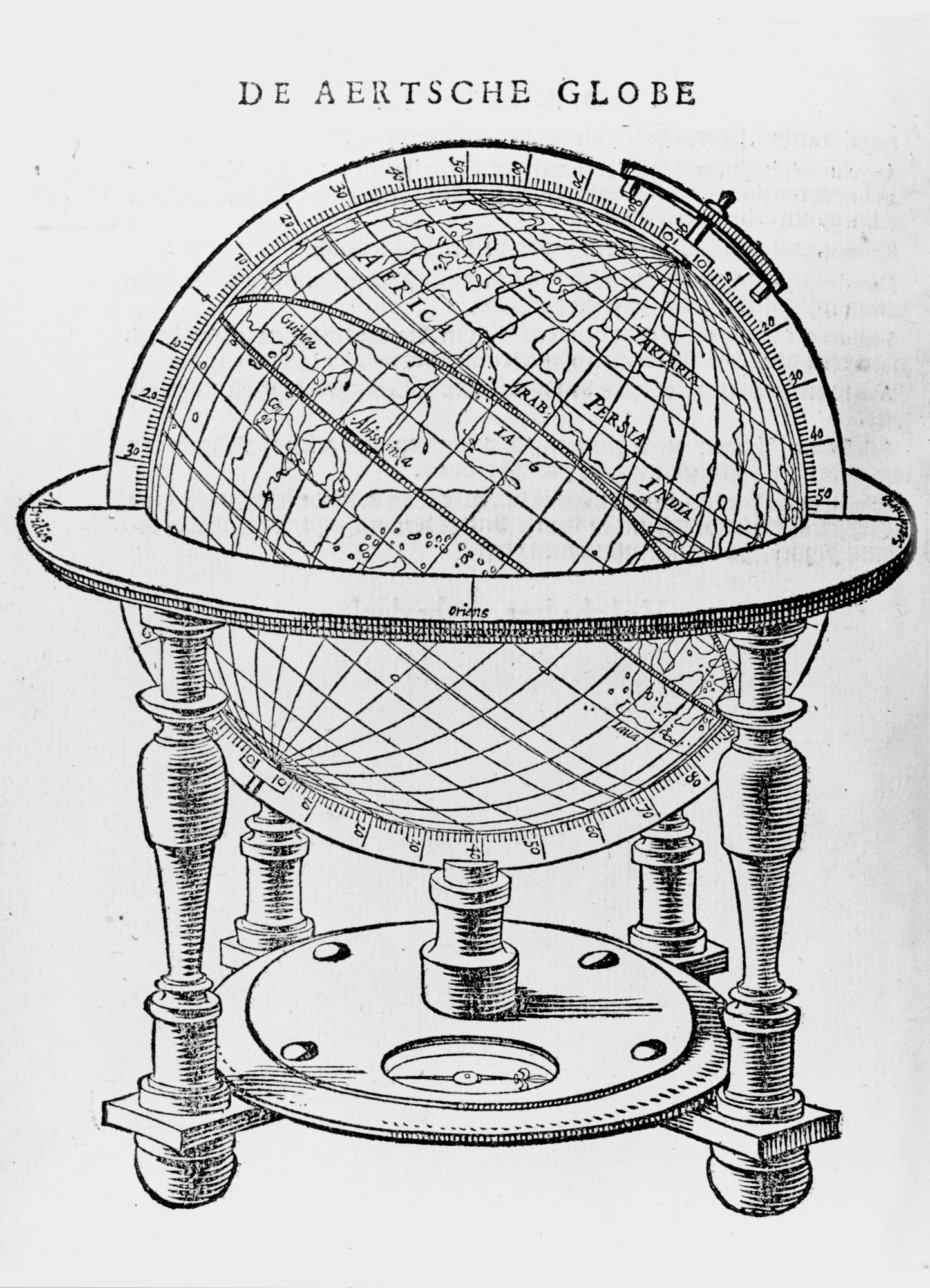
1623-ban már tudtak a föld tengelyferdeségéről

A Föld és bolygók forgástengelye a teljes pálya során ugyanabba az irányba mutat.

A tengelyferdeség az adott égitest forgástengelyének és a keringés pályasíkjára merőleges egyenesnek a hajlásszöge.

## A Föld tengelyferdesége
A Föld tengelyferdesége: 23,5°.
A tengelyferdeség az alapvető oka annak, hogy a Földön egy adott pontban változnak az évszakok. Ha a Föld forgástengelye merőleges lenne a keringési síkjára (az Ekliptikára), akkor egy adott földrajzi hely egész évben ugyanannyi napsugárzást kapna.
A tengelyferdeség látványos következménye, hogy a sarkvidékeken (Arktisz, Antarktisz) hat hónapig tart a nappal (fehér éjszaka), illetve hat hónapon át a folyamatos éjszaka.
Bolygónk tengelyferdesége 22,1° és 24,5° között ingadozik körülbelül 41 000 évenként, jelenleg csökken. Ennek következménye, hogy minél nagyobb a hajlásszög, annál szélsőségesebbek az évszakok mindkét félgömbön: a nyarak melegebbek, a telek pedig hidegebbek. Ez a Milanković-elmélet szerint döntő hatással van az éghajlatváltozásra, amit Bacsák György cáfolt, majd kiegészítéseket tett.

## A tengelyferdeség értelmezése a Naprendszerben

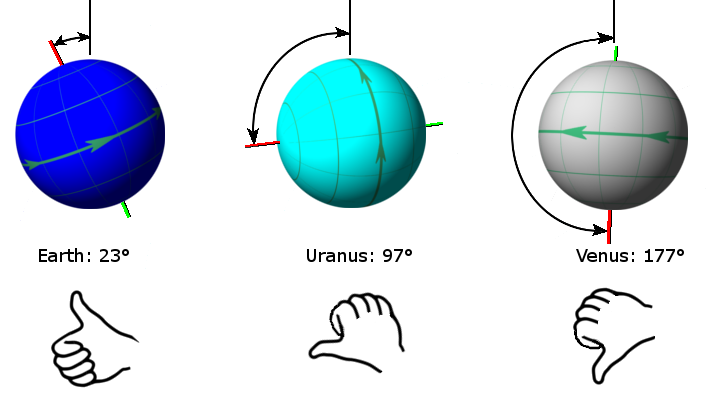
Naprendszerünkben a bolygóknak egyedi a tengelyferdesége, ám keringési síkjuk nagyon hasonló

Naprendszerünkben minden bolygónak egyedi a tengelyferdesége, ám keringési síkjuk nagyon hasonló, melyet az óriásbolygók pályája határoz meg, ez a Laplace-féle invariábilis sík. Az égitestek által lefutott keringési pályasíkok ettől többé-kevésbé eltérnek. A bolygók forgástengelyének ferdeségét a saját keringés pályasíkjukhoz viszonyítjuk. Érdekesség, hogy a Naprendszer keringési síkjához képest a Nap forgástengelyének is van egy ferdesége.
A Nap körül az összes bolygó és a bolygók körül a legtöbb hold azonos irányban kering, és a forgásirányokra is döntően ez az irány jellemző: ez az ekliptika északi pólusa felől nézve pozitív irány (az óramutató járásával ellentétes). Vannak persze olyanok is, amelyek kivételt képeznek, és ellentétes, ún. retrográd irányban keringenek vagy forognak.